# Incident de Nikolaïevsk
Intervention en Sibérie (Guerre civile russe)
L'incident de Nikolaïevsk (尼港事件, Niko Jiken) est une série d'événements qui se déroulèrent de février à mars 1920 durant l'intervention alliée dans la guerre civile russe, culminant avec le massacre de plusieurs centaines d'expatriés japonais et de la plupart des habitants russes de la ville de Nikolaïevsk-sur-l'Amour dans l'Extrême-Orient russe.

## Historique
La ville de Nikolaïevsk-sur-l'Amour, alors peuplée par 15 000 personnes, fut occupée en septembre 1918 par l'armée impériale japonaise durant l'intervention en Sibérie. Une communauté d'environ 450 marchands et trappeurs japonais y vivait déjà. En février 1920 arriva une garnison de 350 militaires du 3e bataillon du 2e régiment d'infanterie de la 14e division de l'armée impériale japonaise. De leur côté, les Russes blancs avaient sur place une garnison de 300 hommes. En janvier 1920, la ville fut encerclée par une force de 4 000 hommes de l'armée rouge bolchevique, commandée par Yakov Triapitsyne (en) (renié ultérieurement à la suite des massacres qu'il supervisa).
Le 24 février 1920, étant en large infériorité numérique et manquant de ravitaillement et de munitions, le commandant de la garnison japonaise autorisa les troupes de Triapitsyne à entrer dans la ville avec un drapeau blanc. Sans s'en prendre à la garnison japonaise, Triapitsyne rassembla et exécuta les Russes blancs, comme cela se pratiquait couramment durant la guerre civile russe. Dès lors la seule force militaire intacte face à l'Armée rouge était la petite garnison japonaise. Le 10 mars, Triapitsyne lui lança un ultimatum pour qu'elle rende les armes et se retire, exigence inacceptable pour le code japonais de l'honneur que Triapitsyne semblait ignorer. Il fut surpris lorsqu'en dépit de son infériorité numérique, le détachement japonais lança une attaque le 12 mars 1920. L'attaque échoua et la plupart des soldats japonais furent tués : ceux qui survécurent ne se rendirent qu'après en avoir reçu l'ordre du haut-commandement japonais. Triapitsyne, craignant d'être tenu pour incompétent par l'Armée rouge (ce qui équivalait à une trahison et valait la peine de mort), fit exécuter tous les prisonniers japonais et aussi les civils, ne laissant que 122 survivants : plus de 700 Japonais furent tués pendant ce massacre.
Poursuivant l'application de la « terreur rouge » pour démontrer son zèle révolutionnaire, Triapitsyne fit ensuite exécuter tous les civils qu'il jugeait suspects. À court de munitions, il continua les exécutions à la baïonnette ou en jetant les victimes dans un trou scié dans la glace du fleuve Amour. Plusieurs milliers d'habitants de la ville furent tués ainsi et par d'autres méthodes d'exécution.

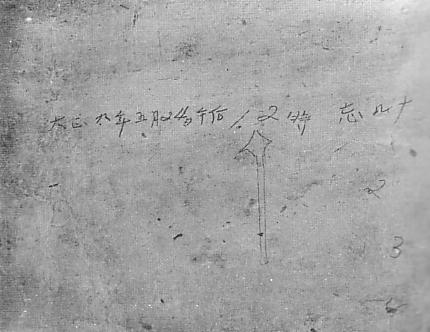
12h, 24 mai 1920 ne pas oublier !, écrit par l'une des victimes japonaises.

Fin mai, ayant appris qu'une expédition de secours japonaise approchait, Triapitsyne, appliquant la politique de la terre brûlée, fit exécuter tous les habitants survivants, Japonais, Russes ou autres, et incendia la ville. Quand les forces japonaises arrivèrent le 3 juin, elles ne trouvèrent que ruines et cadavres calcinés.
Nikolaïevsk revient en 1922 sous contrôle soviétique après le départ du contingent japonais de Sibérie, mais entre-temps, les résultats des investigations japonaises avaient été publiés et contribué à ternir l'image des bolcheviks. Le gouvernement japonais protesta auprès de celui de la République socialiste fédérative soviétique de Russie, demandant compensation. Le gouvernement bolchevik récusa toute responsabilité dans les actes de Triapitsyne, considéré comme « non-membre de l'Armée rouge et indiscipliné », puis arrêté et exécuté pour cela le 9 juillet 1920. Le gouvernement japonais ne se satisfit pas de cette réaction, refusa de reconnaître diplomatiquement l'Union soviétique et occupa « à titre de dédommagement » la partie nord, russe, de l'île de Sakhaline jusqu'en 1925 (ce fut la dernière partie du territoire russe à entrer dans l'obédience du gouvernement soviétique).